# Rómulo Gallegos (khu tự quản)
Rómulo Gallegos là một khu tự quản thuộc bang Apure, Venezuela. Thủ phủ của khu tự quản Rómulo Gallegos đóng tại Elorza. Khự tự quản Rómulo Gallegos có diện tích 12219 km2, dân số theo điều tra dân số ngày 21 tháng 10 năm 2001 là 16589 người.